# Dylym
Dylym (russisch Дылы́м, awarisch Дилим) ist ein Dorf (selo) in der Republik Dagestan in Russland mit 8640 Einwohnern (Stand 14. Oktober 2010).

## Geographie
Der Ort liegt etwa 70 km Luftlinie westnordwestlich der Republikhauptstadt Machatschkala und knapp 10 km von der Grenze zur Republik Tschetschenien im nordöstlichen Randgebiet des Großen Kaukasus. Er befindet sich am rechten Ufer des Flusses Salassu, der einige Kilometer westlich in den Aktasch mündet.
Dylym ist Verwaltungszentrum des Kasbekowski rajon sowie Sitz und einzige Ortschaft der Landgemeinde (selskoje posselenije) Selo Dylym. Das Dorf ist fast ausschließlich von Awaren bewohnt.

## Geschichte
Das Dorf wurde erstmals 1617 erwähnt. Ab Mitte des 19. Jahrhunderts gehörte es zum Okrug Chassawjurt der Oblast Terek. Im Rahmen der administrativen Neugliederung der 1921 entstandenen Dagestanischen ASSR wurde Dylym am 25. Dezember 1930 Verwaltungssitz des neu gebildeten Kasbekowski rajon.

### Bevölkerungsentwicklung
| Jahr | Einwohner |
| ---- | --------- |
| 1897 | 1320      |
| 1939 | 2141      |
| 1959 | 2829      |
| 1970 | 3889      |
| 1979 | 4883      |
| 1989 | 5110      |
| 2002 | 7537      |
| 2010 | 8640      |

Anmerkung: Volkszählungsdaten

## Verkehr
Durch Dylym verläuft die Regionalstraße 82K-007, die die 20 km nördlich gelegene Großstadt Chassawjurt mit Tloch am Mittellauf des Andijskoje Koisu östlich von Botlich verbindet. In Chassawjurt besteht Anschluss an die föderale Fernstraße R217 zur aserbaidschanischen Grenze; dort befindet sich auch die nächstgelegene Bahnstation an der Strecke Rostow am Don – Machatschkala – Baku. Von Dylym in östlicher Richtung verläuft eine Lokalstraße in das Tal des Sulak und dort nach Kisiljurt, ebenfalls an der R217 und der Bahnstrecke.